# Abies hickelii var. macrocarpa
Abies hickelii var. macrocarpa Martínez, 1942, è una varietà di A. hickelii appartenente alla  famiglia delle Pinaceae, endemica del Messico sud-occidentale. Il nome comune fa riferimento all'Oaxaca, stato del Messico meridionale nel cui territorio vegeta.

## Etimologia
Il nome generico Abies, utilizzato già dai latini, potrebbe, secondo un'interpretazione etimologica, derivare dalla parola greca ἄβιος = longevo. Il nome specifico hickelii fu assegnato in onore del botanico francese Paul Robert Hickel (1865-1935). L'epiteto macrocarpa deriva dalle radici greche μακροϛ = grande e καρποϛ= frutto, riferendosi alle imponenti dimensioni degli strobili.

## Descrizione
Questa varietà differisce da A. hickelii per i coni femminili più grandi (lunghi 9-12 cm e larghi 5 cm) dalle brattee incluse, e per i giovani ramoscelli glabri.

## Distribuzione e habitat
Varietà endemica del Messico meridionale dove è presente nei seguenti stati: Guerrero e Oaxaca. Il suo areale è molto frammentato con un'area di occupazione stimata in 144 km²; vegeta su suoli vulcanici ad altitudini comprese tra i 2.500 e i 3.000 m, dove il clima è fresco e piovoso con precipitazioni tipicamente invernali. Esistono boschi puri alle alte quote, ma si ritrova spesso in associazione con Pinus montezumae, Pinus pseudostrobus, Pinus ayacahuite, Cupressus lusitanica e specie del genere Quercus. Tra le piante arbustive le associazioni più comuni sono con i generi Vaccinium, Andromeda, Ribes e Fuchsia.

## Tassonomia
La classificazione di questo taxon è recentemente contestata, in particolare da Farjon, che riconosce essere una varietà di A. Hickelii, ma la classifica con l'epiteto oaxacana.

### Sinonimi
Sono riportati i seguenti sinonimi:
- Abies hickelii subsp. oaxacana (Martínez) Silba
- Abies hickelii var. oaxacana(Martínez) Farjon & Silba
- Abies oaxacana Martínez

## Conservazione
Questa varietà è sottoposta al rischio di deforestazione, con conseguente riduzione della popolazione, stimata in circa il 20 % nell'arco di un secolo. Per questo motivo viene classificata come specie in pericolo (endangered in inglese) nella Lista rossa IUCN.